# 吴锦堂墓
30°08′24.9″N 121°22′17.0″E / 30.140250°N 121.371389°E
吴锦堂墓是著名旅日商人吴锦堂的的墓地，位于中国浙江省慈溪市观海卫镇白洋湖畔，由墓园和墓庄组成。
墓园长38.3米，宽25.4米，高出路面。墓外有石狮，墓道前设抱鼓石一对，后设一对石鼓。墓穴为圆锥形，高4.81米，墓碑“吴锦堂先生墓”由清末状元张謇书写，墓表由革命家章太炎书写，两侧刻有吴锦堂生前自撰的对联“为爱湖山堪埋骨，不论风水只凭心”。
墓庄为口字形建筑，为砖木结构高平房，大门悬挂的“流芳千秋”匾为慈溪县人民政府设立，明间匾“热心公益”为民国大总统黎元洪于民国五年所题褒。正中有吴锦堂遗像，两侧有对联“修浚湖塘稻棉年年丰稔，振兴教育子弟济济成材”，记叙了吴锦堂投巨资兴修家乡水利和设立锦堂师范的善举。
2017年，吴锦堂墓成为浙江省文物保护单位。